# Marc Lambron
Marc Lambron, född 4 februari 1957 i Lyon, är en fransk ämbetsman, litteraturkritiker och författare. Han är utbildad vid Université Paris-Sorbonne, École normale supérieure, Institut d'études politiques de Paris och École nationale d’administration. Han började göra karriär inom Frankrikes Conseil d'État 1985 och fick 2006 titeln conseiller d'État. Sedan 1986 skriver han litteraturkritik för tidskriften Le Point och sedan 1990 krönikor för Madame Figaro. Hans första roman gavs ut 1988 och tilldelades Deux magots-priset. År 1993 fick han Prix Femina för sin roman L'Œil du silence. Han valdes in i Franska akademien 2014 och efterträdde François Jacob på stol 38.